# Kyndelkvartetten
Kyndelkvartetten var en stråkkvartett, bildad 1941 av violinisten Otto Kyndel. 
Kyndelkvartetten hörde under 30 år till Sveriges främsta stråkkvartetter. Den hade sin glansperiod på 50- och 60-talet och var bland annat anställd av Rikskonserter 1965–1967. Otto Kyndel var primarie under hela kvartettens verksamhetstid, men i övrigt ombildades den flera gånger.
Kvartetten turnerade flitigt, bland annat i Sydamerika, och gjorde en mängd inspelningar för radio och grammofon. Den uruppförde många verk av svenska tonsättare såsom Hilding Rosenberg, Gösta Nystroem, Dag Wirén, Lars-Erik Larsson, Erland von Koch, Jan Carlstedt och Ingvar Lidholm.

## Medlemmar
Violin I
- Otto Kyndel, 1941–1969

Violin II
- Sven-Erik Bäck, 1941
- Tage Lundgren, 1942–1951
- Zelia Aumere, 1952–1956
- Gert Crafoord, 1957–1966
- Paavo Pohjola, 1967–1969

Viola
- Gereon Brodin, 1941–1952
- Åke Hedlund, 1952
- Kurt Lewin, 1952–1969

Violoncell
- Gustav Gröndahl, 1941–1951
- Folke Bramme, 1952–1969

## Diskografi
Flera inspelningar nämns i Carl-Gunnar Åhléns ”Verkförteckning och diskografi" på nätet, bland annat Dag Wirén: Stråkkvartett [nr 2] op. 9, inspelad den 6 december 1943. Medverkande musiker är här: Otto Kyndel, Tage Lundgren, Gereon Brodin och Gustav Gröndahl). (78) HMV DB 11007 & DB 11010-11 (utg: 1944), DBS 11063 & DB 11064-65 (utg: 1951). Musik för stråkar av Ingvar Lidholm, först skriven för stråkkvartett, uruppfördes av Kyndelkvartetten i Örebro den 25 februari 1953, den omarbetades senare för stråkorkester.
- Wilhelm Stenhammar: Stråkkvartett nr 5 C-dur op. 29 "Serenad"[3]
- Stenhammar: Stråkkvartett nr 2 c-moll op. 14. Ingvar Lidholm: ”Musik för stråkar”[4]
- Ny svensk kammarmusik (Dag Wirén: Stråkkvartett nr 4) [5]
- 1944 Dag Wirén: Stråkkvartett nr 2, op 9[6]
- 1944 Franz Berwald: Stråkkvartett nr 3, E-dur[7]
- 1952 Dag Wirén: Stråkkvartett nr 2, op 9[8]
- 1952 Franz Berwald: Stråkkvartett nr 3, E-dur[9]
- 1956 Hilding Rosenberg: Stråkkvartett nr 6[10]
- 1956 Hilding Rosenberg: Stråkkvartett nr 7 och 8[11]
- 1967 Beethoven: Stråkkvartett nr 11 f-moll, op 95, Johan Wikmanson: Stråkkvartett d-moll nr 1, op 1[12]
- 1971 Jan Carlstedt: Stråkkvartett nr 2, op 22[13]
- 1979 Beethoven: Stråkkvartett nr 11 f-moll, op 95, Johan Wikmanson: Stråkkvartett d-moll nr 1, op 1[14]
- 1988 Hilding Rosenberg: Stråkkvartett nr 1[15]
- 1991 Äldre svenska stråkkvartetter[16]
- The complete Hilding Rosenberg string quartets[17]